# تونی روچه
 تونی روچه (انگلیسی: Tony Roche؛ زاده ۱۷ مهٔ ۱۹۴۵) یک تنیس‌باز اهل استرالیا است.